# Мсциці
Мсциці (пол. Mścice) — село в Польщі, у гміні Бендзіно Кошалінського повіту Західнопоморського воєводства.
Населення — 1597 осіб (2011).
У 1975-1998 роках село належало до Кошалінського воєводства.

## Демографія
Демографічна структура станом на 31 березня 2011 року:
|          | Загалом | Допрацездатний вік | Працездатний вік | Постпрацездатний вік |
| -------- | ------- | ------------------ | ---------------- | -------------------- |
| Чоловіки | 816     | 163                | 598              | 55                   |
| Жінки    | 781     | 127                | 516              | 138                  |
| Разом    | 1597    | 290                | 1114             | 193                  |